# Oskar Nedbal
Oskar Nedbal, född 26 mars 1874 i Tábor, död 24 december 1930 i Zagreb, var en tjeckisk tonsättare. 
Nedbal studerade vid Prags musikkonservatorium bland annat under Antonín Dvořák, blev som altviolinist medlem av "Böhmiska kvartetten", och var därefter dirigent i Prag och Wien. Nedbal var en nationellt präglad tonsättare och skrev främst en rad baletter (varav en med titeln Andersen), sångspel och operetter (Polenblut 1913) men även talangfull piano- och orkestermusik samt sånger.
Asteroiden 3592 Nedbal är uppkallad efter honom.